# Pseudohydromys occidentalis
Pseudohydromys occidentalis é uma espécie de roedor da família Muridae.
Pode ser encontrada nos seguintes países: Indonésia (Nova Guiné Ocidental) e Papua-Nova Guiné.